# جو ريسمان
جو ريسمان (بالإنجليزية: Joe Reisman)‏ هو منتج أسطوانات أمريكي، ولد في 16 سبتمبر 1924 في دالاس في الولايات المتحدة، وتوفي في 15 سبتمبر 1987 في لوس أنجلوس في الولايات المتحدة.

## وصلات خارجية
- جو ريسمان على موقع IMDb (الإنجليزية)
- جو ريسمان على موقع ميوزك برينز (الإنجليزية)
- جو ريسمان على موقع أول ميوزيك (الإنجليزية)
- جو ريسمان على موقع ديسكوغز (الإنجليزية)